# Metal Slug Advance
Metal Slug Advance — видеоигра в жанре Shoot 'em up, разработанная компанией SNK Playmore в 2004 году
для карманной приставки Game Boy Advance. Является спин-оффом серии игр Metal Slug.

## Сюжет
Солдаты генерала Мордена высаживаются и захватывают остров, где проводятся учения новых солдат команды Сапсан.
Впервые в игровой серии игрок берет на себя управление двумя новобранцами Вальтером Райаном или Тайрой Элсон.

## Геймплей
Игровой процесс очень похож на прошлые игры серии, но с некоторыми нововведениями: системой жизней и системой карточек.
Система жизней заменяет оригинальную систему урона из прошлых игр серии. При нанесении урона система жизней уменьшается (различные атаки вызывают различное количество повреждений). При сборе продуктов питания
полоска жизней восстанавливается. Игрок мгновенно умрет, если полоска жизней опустошится или он упадет в яму или если его что-то задавит. Система карточек является элементом игры. Карточки можно получить разными способами (спасение
заложников, разбивание коробок и победа над боссами). Каждая карточка дает возможность узнать информацию о различных элементах игры, а иногда дает способ открыть новые виды техники.
Как и в предыдущих играх серии, в игре присутствуют различные виды техники (metal slug).

## Критика
| Сводный рейтинг       | Сводный рейтинг |
| Агрегатор             | Оценка          |
| --------------------- | --------------- |
| GameRankings          | 78,61 %         |
| Metacritic            | 79/100          |
| Иноязычные издания    |                 |
| Издание               | Оценка          |
| GameSpot              | 8,3/10          |
| GameZone              | 8,2/10          |
| IGN                   | 8,4/10          |
| VideoGamer            | 8/10            |
| Русскоязычные издания |                 |
| Издание               | Оценка          |
| «Страна игр»          | 7,5/10          |

Metal Slug Advance получила «в целом благоприятные» отзывы, согласно агрегатору рецензий Metacritic.